# Magda Schneiderová
Magda Schneiderová, nepřechýleně Magda Schneider (17. května 1909, Augsburg, Německo – 30. července 1996, Berchtesgaden, Německo), byla rakousko-německá herečka, matka herečky Romy Schneiderové. Jejím manželem byl rakouský herec Wolf Albach-Retty, otec Romy.
Českým divákům je známa především z filmů své mnohem slavnější dcery Romy, kterou přežila o plných 14 let. Ve známé rakouské filmové trilogii o císařovně Alžbětě Bavorské ztvárnila roli císařovniny matky, vévodkyně Ludoviky Bavorské, takže i ve filmu hrála matku své dceři. Spolu se svou dcerou Romy hrála ještě v několika dalších snímcích, např. ve filmu Hudba pro císaře (kde jí byla svěřena role tety hlavní hrdinky) či ve snímku Šeříky až bílé začnou kvést. Ve filmu Královna Viktorie z roku 1954 hrála roli vychovatelky a důvěrnice královny Viktorie, baronky Louisy Lehzenové.

## Filmografie, výběr
- 1933 Milkování
- 1934 Vídeňské povídky
- 1942 Dva šťastní lidé
- 1942 Hledám muže pro svou paní
- 1942 Zlaté srdce lékařky
- 1943 Muž pro mou ženu
- 1953 Šeříky až bílé začnou kvést
- 1954 Královna Viktorie (baronka Louise Lehzenová)
- 1955 Hudba pro císaře (Therese Hübner)
- 1955 Sissi (vévodkyně Ludovika Bavorská)
- 1956 Sissi, mladá císařovna (vévodkyně Ludovika Bavorská)
- 1957 Sissi – osudová léta císařovny (vévodkyně Ludovika Bavorská)